# Bellefontaine (Ohio)
Bellefontaine – miasto w Stanach Zjednoczonych, w hrabstwie Logan, w stanie Ohio.
Liczba mieszkańców w 2000 roku wynosiła 13 119.

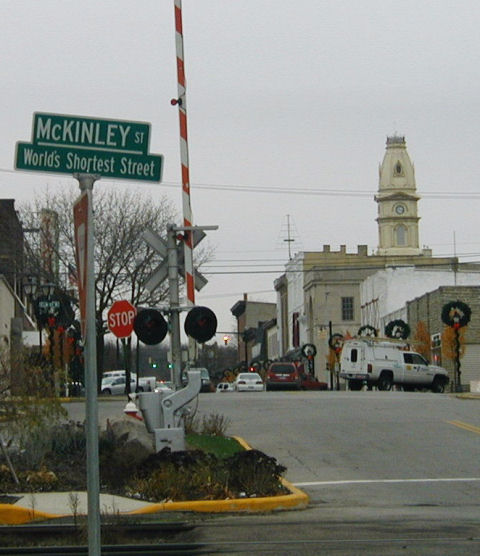
Centrum Bellefontaine
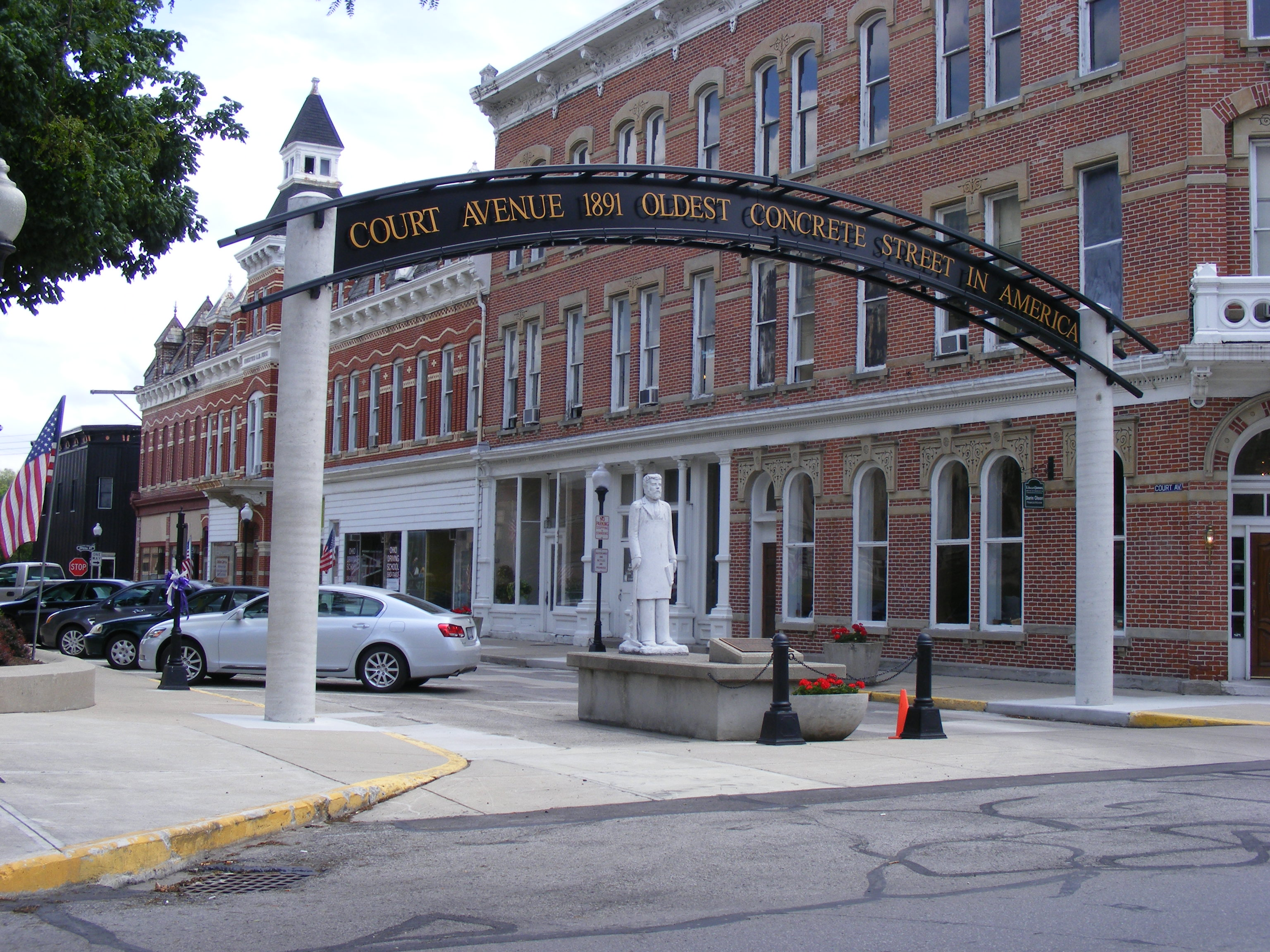
Aleja Court
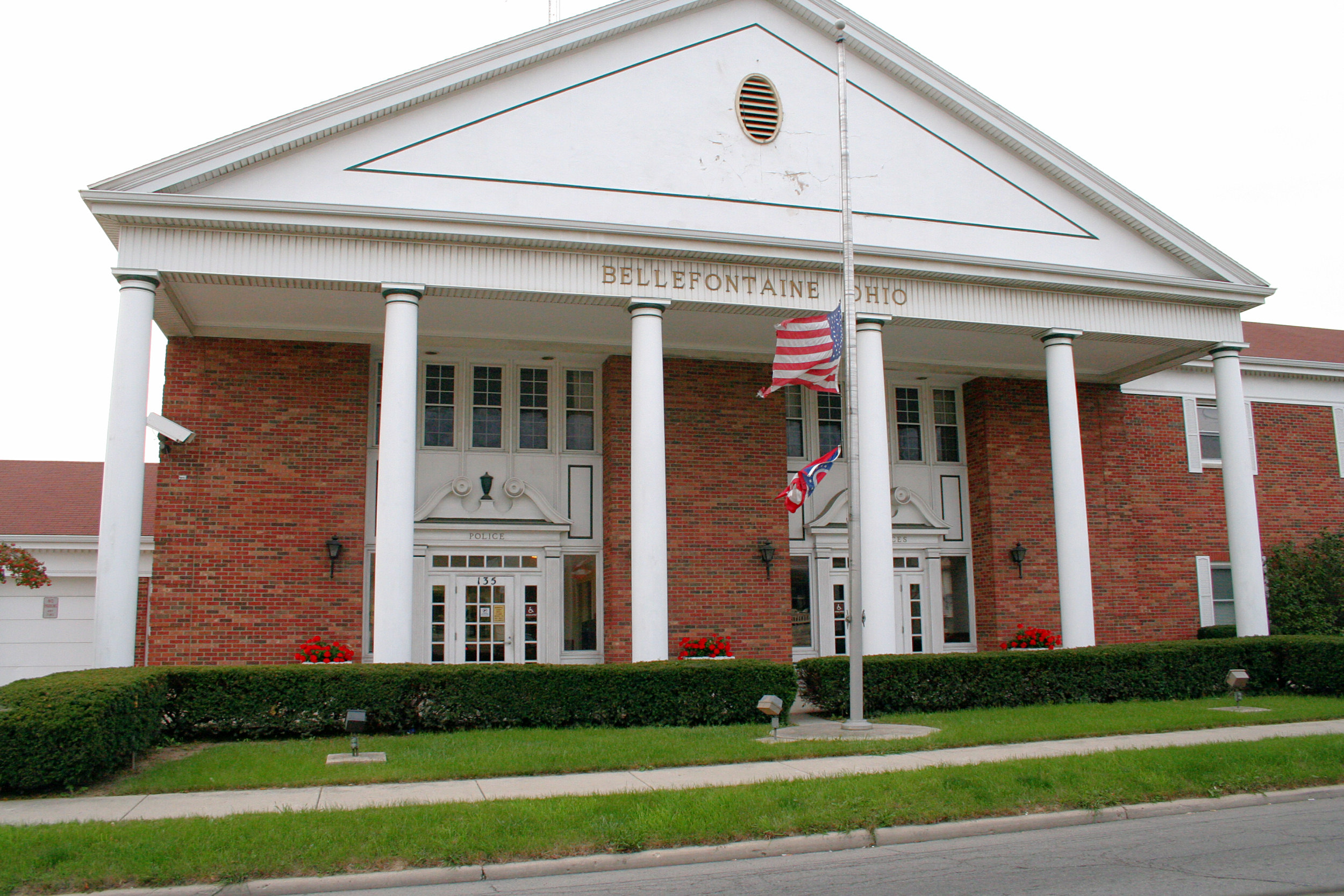
Miejskie biura
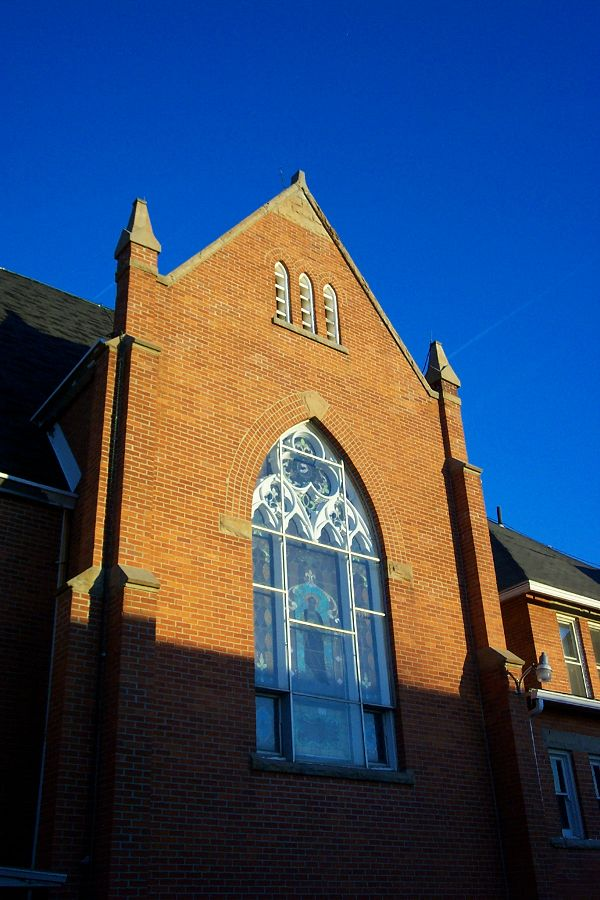
Katolicki kościół św. Patryka w Bellefontaine
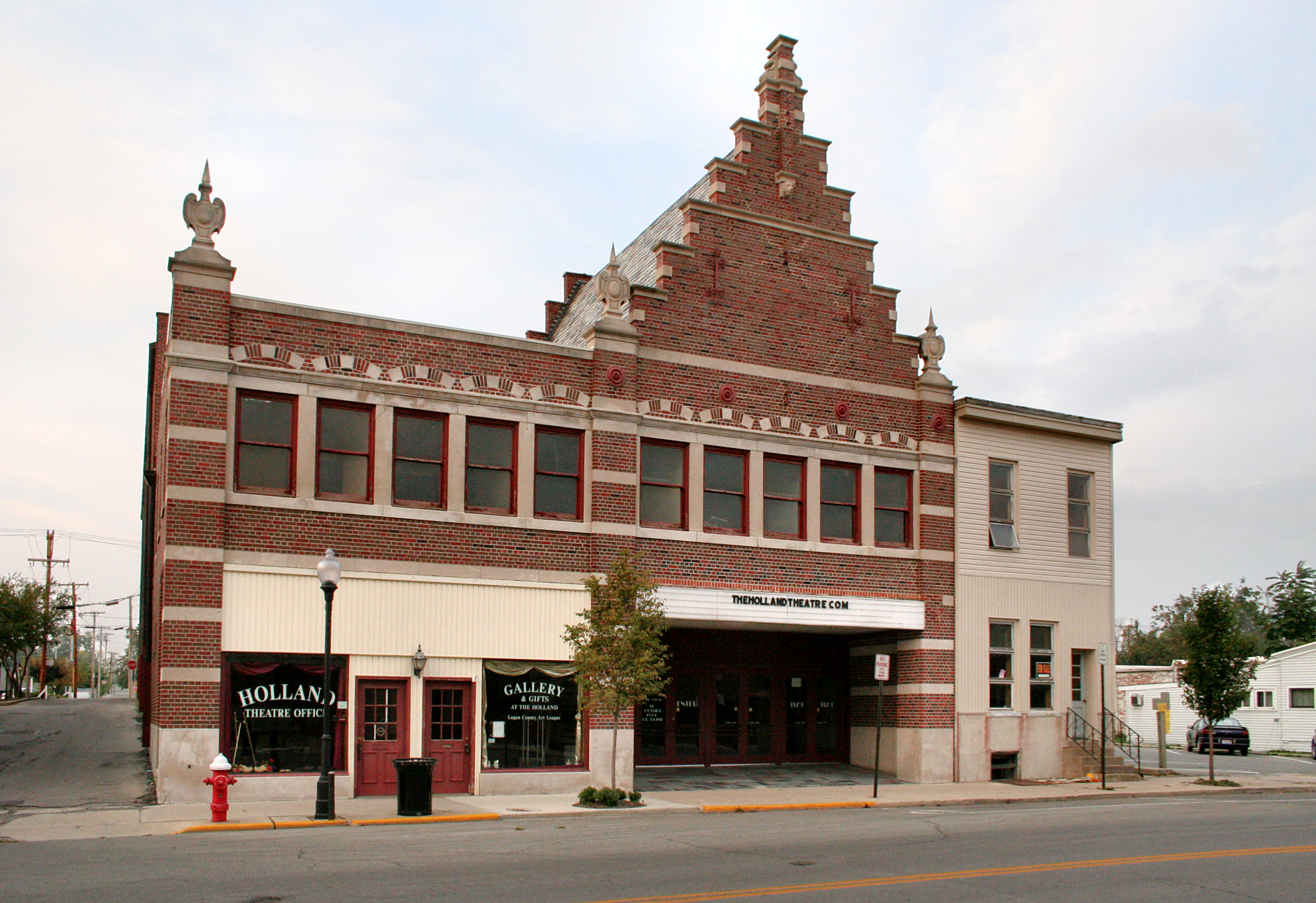
Budynek teatru Holland Theatre